# Садыхов, Юсиф Мадат оглы
Юсиф Мадат оглы Садыхов (азерб. Yusif Mədət oğlu Sadıqov; 1918—1971) — командир орудия артиллерийского дивизиона 19-й гвардейской механизированной бригады 8-го гвардейского механизированного корпуса 1-й гвардейской танковой армии 1-го Белорусского фронта, гвардии старшина. Герой Советского Союза (1945).

## Биография
Родился в 1918 году в селе Агдам ныне Товузского района Азербайджанской республики в семье крестьянина. По национальности — азербайджанец. Член ВКП(б)/КПСС с 1943 года. Образование среднее. Работал в колхозе. В 1938 году призван в Красную Армию.
Участник обороны Москвы, освобождения Украины и Белоруссии. Сражался в битве на Курской дуге. Только в одном бою под Обоянью расчёт Садыхова подбил девять вражеских танков, из них пять на личном счету старшины.
Летом 1943 года на Курской дуге позиции батареи, в которой служил Садыхов, атаковали 40 гитлеровских танков при поддержке пехоты. И хотя артиллеристам пришлось действовать под сильным огнем противника, никто не дрогнул. Пример стойкости и отваги в этом бою показал командир. Будучи дважды раненым, он не покинул поле боя, заменил тяжелораненого наводчика. В этом бою расчет Садыхова подбил девять вражеских машин, пять из которых уничтожил сам командир, и сотни гитлеровских солдат и офицеров.
Не менее отважно сражался гвардеец-артиллерист при освобождении Польши. Летом 1944 года 19-я механизированная бригада преследовала отступающего противника. Сплошной линии фронта не было. И часто случалось, что не только наши автоматчики, но и артиллеристы лицом к лицу сталкивались с вражескими разведчиками. В одной из таких ночных встреч с врагом старшина Садыхов захватил в плен гитлеровца, который оказался офицером штаба стрелковой дивизии. Командование получило важные сведения о противнике и ликвидировало угрозу его контрудара. Командир орудия гвардии старшина Садыхов особо отличился в боях в ходе Висло-Одерской наступательной операции.
16 января 1945 года во время прорыва глубоко эшелонированной обороны противника с Магнушевского плацдарма в районе города Нове Място (Польша) расчет Садыхова одним из первых преодолел реку Пилица. Развернувшись на позициях артиллеристы подавили огневые точки противника и способствовали захвату плацдарма стрелковыми подразделениями. 18 января 1945 года в районе город Згеж при отражении контратаки противника подбил танк, два бронетранспортера, уничтожил группу солдат. В этих боях он был ранен. Через два месяца вернулся в свою часть.
В сражении за Берлин 26 апреля 1945 года на позицию артиллерийской батареи, в которой служил Юсиф Садыхов, немцы бросили 25 танков и до батальона пехоты. Стремясь прорвать линию окружения и выйти в район города Барут, противник не считался с потерями. В неравном двухчасовом бою гвардейцы-артиллеристы уничтожили 8 танков и 204 солдата и офицера противника. Тяжело раненный в голову, Юсиф Садыхов не покинул поле боя до тех пор, пока враг не был отброшен.
В числе шестидесяти особо отличившихся при взятии Берлина гвардейцев указом Президиума Верховного Совета СССР от 31 мая 1945 года старшине Садыхову Юсифу Мадат оглу присвоено звание Героя Советского Союза.
В 1945 году Ю. М. Садыхов демобилизовался. Вернулся на родину. Жил в городе Товуз, работал директором нефтебазы. Умер 11 июня 1971 года. Похоронен в родном селе.

## Память
Именем Героя названа улица в городе Товуз. Бюст установлен в селе Бозарган Товузского района Азербайджанской республики.